# St. Stephens (Caroline du Nord)
St. Stephens est une census-designated place américaine située dans le comté de Catawba dans l'État de Caroline du Nord. En 2010, sa population était de 8 759 habitants.

## Démographie
| 2000  | 2010  | - | - | - | - |
| ----- | ----- | - | - | - | - |
| 9 067 | 8 759 | - | - | - | - |

## Source de la traduction
- (en) Cet article est partiellement ou en totalité issu de l’article de Wikipédia en anglais intitulé « St. Stephens, North Carolina » (voir la liste des auteurs).